# كهف السحالي
كهف السحالي أو الكهف المضيء وهو عبارة عن كهف يقع شمال شرق مدينة الرياض بهضبة الصمان، وتحديداً بالقرب من قرية المعاقلة شرق صحراء الدهناء بالسعودية.

## التسمية
يطلق على الكهف اسم آخر وهو الكهف المضيء بسبب وجود العديد من السحالي التي تتجول حول سقفه، حيث تتغذى على الذباب الرملي التي تسبب مرض اللشمانيا.

## الزيارة
لزيارة الكهف لابد من الزحف على الأيادي والقدمين، نظراً للطبيعة الرملية لأرضية الكهف.